# アラン・フィルオル
アラン・フィルオル（Alain Filhol、1951年5月15日 - ）は、フランスのレーシングドライバー。トゥールーズ出身。

## 経歴
フィリオルは、主にスポーツカーレースで活躍しているが、1995年には、国際F3000選手権に参戦。フランスツーリングカー選手権にも参戦し、日産・プリメーラをドライブした。スポーツカーレースでは、フランス・ポルシェカレラカップ、FIA GT選手権、フランスGT選手権、ル・マン24時間レース、ヨーロピアン・ル・マンシリーズに参戦した。